# Boronia baeckeacea
Boronia baeckeacea är en vinruteväxtart. Boronia baeckeacea ingår i släktet Boronia och familjen vinruteväxter.

## Underarter
Arten delas in i följande underarter:
- B. b. baeckeacea
- B. b. patula